# Munford (Tennessee)
Munford és una població dels Estats Units a l'estat de Tennessee. Segons el cens del 2000 tenia 4.708 habitants.

## Demografia
Segons el cens del 2000, Munford tenia 4.708 habitants, 1.674 habitatges, i 1.334 famílies. La densitat de població era de 226,1 habitants/km².
Dels 1.674 habitatges en un 43,9% hi vivien nens de menys de 18 anys, en un 63,4% hi vivien parelles casades, en un 13% dones solteres, i en un 20,3% no eren unitats familiars. En el 17,1% dels habitatges hi vivien persones soles el 6,6% de les quals corresponia a persones de 65 anys o més que vivien soles. El nombre mitjà de persones vivint en cada habitatge era de 2,81 i el nombre mitjà de persones que vivien en cada família era de 3,17.
Per edats la població es repartia de la següent manera: un 31,4% tenia menys de 18 anys, un 7,5% entre 18 i 24, un 30,3% entre 25 i 44, un 22,4% de 45 a 60 i un 8,5% 65 anys o més.
L'edat mediana era de 34 anys. Per cada 100 dones de 18 o més anys hi havia 88,4 homes.
La renda mediana per habitatge era de 43.611 $ i la renda mediana per família de 46.406 $. Els homes tenien una renda mediana de 40.200 $ mentre que les dones 31.199 $. La renda per capita de la població era de 19.656 $. Entorn del 12,5% de les famílies i el 13,3% de la població estaven per davall del llindar de pobresa.

## Poblacions més properes
El següent diagrama mostra les poblacions més properes.